# Трюфель (цукерки)

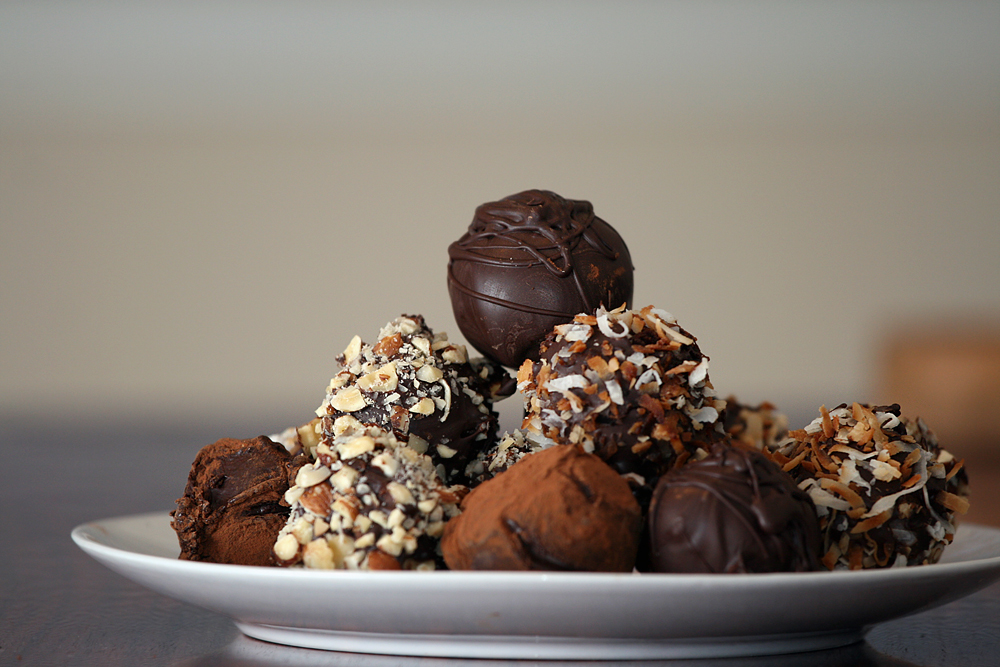
Трюфелі з різними видами обсипання

Трюфель (фр. truffe) — шоколадна цукерка округлої форми з начинкою з ганаша. Ці цукерки були названі на честь однойменного гриба завдяки схожому зовнішньому вигляду.
Класичні трюфелі — круглі цукерки з ганаша (крем із шоколаду, вершків і вершкового масла), які глазурують розплавленим шоколадом і потім обвалюють у порошку какао, мелених горіхах або вафельній крихті чи прикрашають візерунками з шоколаду. У ганаш часто додають різні смакові добавки, інколи — алкогольні напої (коньяк, ром, лікери).
В умовах масового виробництва (наприклад, у місцях громадського харчування) трюфелі іноді виготовляються шляхом заповнення начинкою готових шоколадних шкарлупок, що скорочує трудомісткість і час виготовлення.
В СРСР найбільшого поширення набули тверді трюфелі конусної форми, водночас як європейські різновиди можуть бути м'якими й напіврідкими. За часів дефіциту цукерки часто виготовляли в домашніх умовах, використовуючи сухе молоко або дитячу суміш.

## Види
Основні види шоколадного трюфеля:
- Швейцарський трюфель, виготовлений шляхом з’єднання розтопленого шоколаду з киплячою сумішшю молочних вершків і масла, яку розливають у форми для застигання перед посипанням какао-порошком. Як і французькі трюфелі, вони мають дуже короткий термін зберігання, і їх необхідно спожити протягом кількох днів після приготування.[1]
- Французький трюфель, приготований зі свіжих вершків і шоколаду, а потім обвалений у какао або горіховому порошку.[2]
- Іспанський трюфель, приготований з темного шоколаду, згущеного молока, рому (або будь-якого бажаного лікеру) і шоколадної посипки.[3]
- Типовий європейський трюфель, виготовлений із сиропу на основі какао-порошку, сухого молока, жирів та інших подібних інгредієнтів для створення емульсії типу олія у воді.[4]
- Американський трюфель, напівовальний трюфель в шоколадній глазурі, суміш темного або молочного шоколаду з вершковим жиром, а в деяких випадках і затверділою кокосовою олією. Його створення в середині 1980-х років приписують Джозефу Шмідту, шоколатьє з Сан-Франциско та засновнику кондитерських виробів Joseph Schmidt.[5]
- Бельгійський трюфель або праліне, зроблені з темного або молочного шоколаду з начинкою з ганашем, вершковим кремом або горіховою пастою.[6]
- Каліфорнійський трюфель, більший, більш кусковий варіант французького трюфеля, вперше виготовлений Аліс Медріч у 1973 році після того, як вона скуштувала трюфелі у Франції. Вона продала ці більші трюфелі в кулінарній фабриці в районі гурманського гетто Берклі; потім, у 1977 році, вона почала продавати їх у власному магазині Cocolat, який незабаром перетворився на мережу. Американське захоплення трюфелями почалося з Медріча.[7]